# NGC 6627
NGC 6627 este o galaxie situată în constelația Hercule. A fost descoperită în 13 iulie 1863 de către Albert Marth. Se află la o distanță de 65,16 de megaparseci de Pământ.